# Isola Dent (Australia)
Dent Island è un'isola che fa parte delle Whitsunday; è situata nel mar dei Coralli al largo della costa centrale del Queensland, in Australia. La superficie dell'isola è di 4,13 km². L'isola è situata a sud di Whitsunday Island e ad ovest di Hamilton.
Su Dent si trova un faro eretto nel 1879 e il campo da golf del Hamilton Island Golf Club.

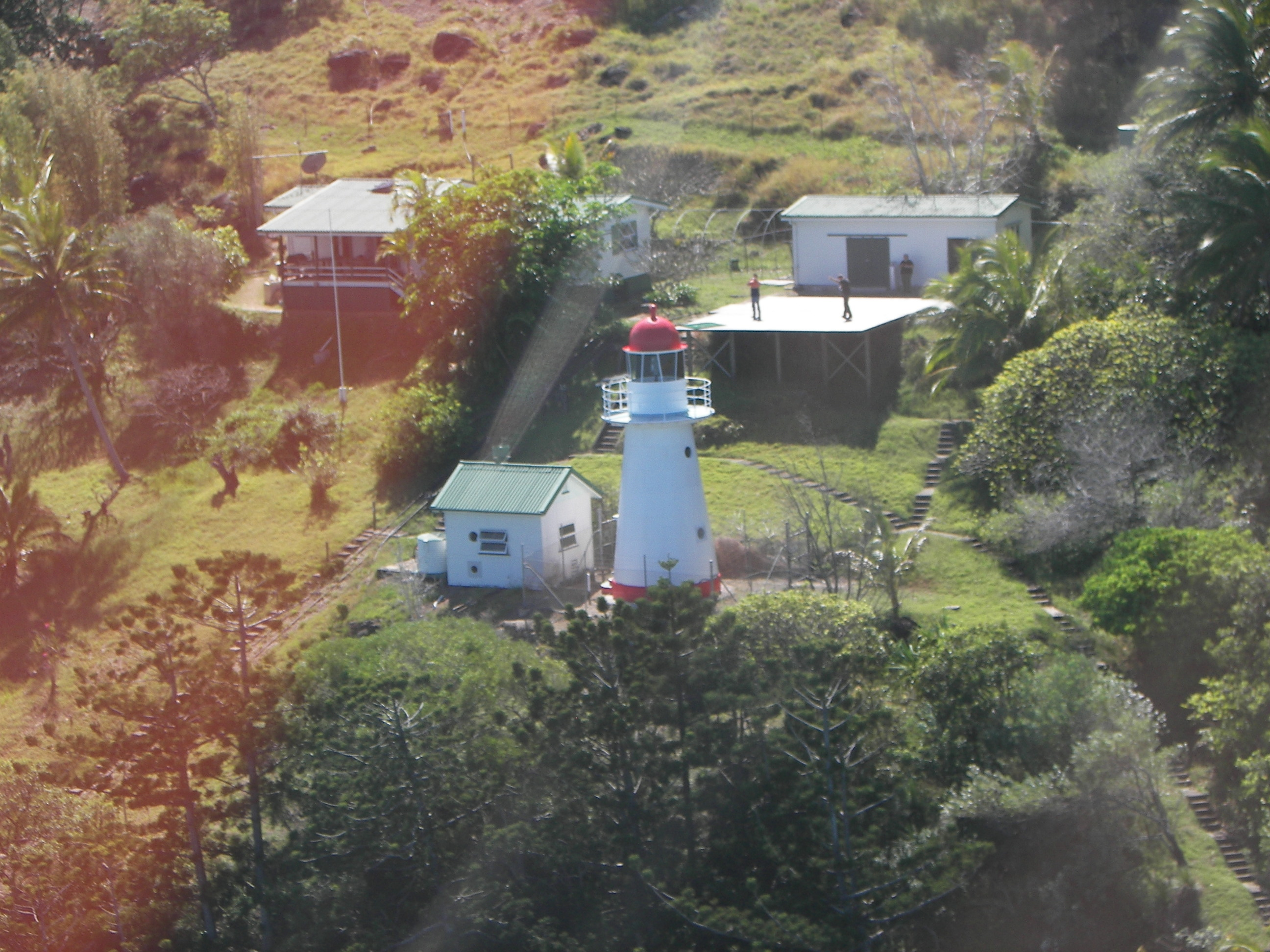
Il faro di Dent Island

L'isola fu scoperta nel 1866 dalla Royal Navy britannica quando il comandante George Nares era alla ricerca di un passaggio settentrionale attraverso le acque delle isole Whitsundays. In precedenza, Dent era considerata parte della più grande isola di Hamilton, situata 800 metri ad est. Nares ha chiamato l'isola con il nome del tenente Albert Dent della HMS Salamander.